# Jiro Kase
Jiro Kase –en japonés, 加瀬 次郎, Kase Jiro– (27 de diciembre de 1954) es un deportista japonés que compitió en judo. Ganó una medalla de plata en el Campeonato Mundial de Judo de 1981 en la categoría de –78 kg.

## Palmarés internacional
| Campeonato Mundial | Campeonato Mundial        | Campeonato Mundial | Campeonato Mundial |
| Año                | Lugar                     | Medalla            | Categoría          |
| ------------------ | ------------------------- | ------------------ | ------------------ |
| 1981               | Maastricht (Países Bajos) | Medalla de plata   | –78 kg             |